# COLOR (Ms.OOJAのアルバム)
『Color』（カラー）は、Ms.OOJAのメジャー5枚目のオリジナルアルバム。2014年6月11日、Universal Sigmaから発売された。

## 概要
翌年にメジャーデビュー5周年、歌手活動10周年を控えたMs.OOJAにとって、5枚目となるオリジナルアルバム。
「また恋をすることなど」は古内東子によって作詞されたMs.OOJAの10枚目シングル曲。Ms.OOJAがデモテープを聴いたときに古内東子の楽曲「誰より好きなのに」が頭に浮かび、それまで面識はなかったものの本人に作詞を依頼したところ快諾された。楽曲はフジテレビ系列「フジテレビフラワーネット」のCMに使用され、Ms.OOJA自身もCMに出演した。
またこの楽曲はハウステンボス初夏の光の王国CMソングにも採用された。
「Jewel」は美容研究家で作家でもある神崎恵と作詞コラボした楽曲。2人の会話の中での神埼のワードセンスからMs.OOJAが新しい創作意欲をかきたてられ、共作が実現した。楽曲は「ルスツリゾート」CMソングに起用された。
「Orange」は、前作「Faith」収録曲「Jus' Tonight」でコラボ経験のあるPushimが作詞を手掛けた。Ms.OOJAがゲストとして出演していたイベントでPushimが「夕陽」を歌っている姿を見て、「Orange」の歌詞をPushimに依頼することを決めた。
「同じ空の下」は1990年代後半から2000年頃のJ-R&Bのワンループのトラックに乗せる曲調で、その質感を表現してくれるラッパーということでTokyo No.1 Soul SetのBikkeに楽曲への参加を依頼した。楽曲はBSテレビ局Dlife「サイバー諜報員～インテリジェンス～」のエンディングテーマに使用された。
「歩道橋」は中部電力「全力の電力。」CMソングに起用された。
「ワンモアタイム」は10枚目シングル曲「また恋をすることなど」のC/W曲。全国専門学校広報研究会のCMソングに使用された。ミュージックビデオは天竜浜名湖線沿線で撮影され、駅舎や桜が咲く公園を背景に爽快感疾走感溢れる2人の女子高生が描かれた。

## 収録曲
| #         | タイトル                                           | 作詞           | 作曲                       | 編曲                  | 時間  |
| --------- | -------------------------------------------------- | -------------- | -------------------------- | --------------------- | ----- |
| 1.        | 「また恋をすることなど」                           | 古内東子       | JiN                        | JiN/Futoshi Kawashima | 4:42  |
| 2.        | 「Jewel」                                          | Ms.OOJA/神崎恵 | soundbreakers              | soundbreakers         | 4:39  |
| 3.        | 「君の前で泣かない」                               | Ms.OOJA        | Daisuke"D.I"Imai           | Daisuke"D.I"Imai      | 4:22  |
| 4.        | 「My Boy」                                         | Ms.OOJA        | Endorphins                 | Endorphins            | 4:05  |
| 5.        | 「Orange」                                         | Pushim         | Tazz                       | Tazz                  | 4:19  |
| 6.        | 「She」                                            | Ms.OOJA        | COZZi                      | COZZi                 | 5:07  |
| 7.        | 「同じ空の下 feat.Bikke from Tokyo No.1 Soul Set」 | Ms.OOJA/Bikke  | Ms.OOJA/Tazz               | Tazz                  | 3:28  |
| 8.        | 「サヨナラ」                                       | Ms.OOJA        | Ms.OOJA/Soundbreakers      | Soundbreakers         | 4:16  |
| 9.        | 「歩道橋」                                         | Ms.OOJA        | Jin Nakamura               | Jin Nakamura          | 3:21  |
| 10.       | 「ずっと」                                         | Ms.OOJA        | Ms.OOJA/Ryosuke"Dr.R"Sakai | Ryosuke"Dr.R"Sakai    | 4:37  |
| 11.       | 「Life Goes On」                                   | Ms.OOJA        | Ms.OOJA/Ryosuke"Dr.R"Sakai | Ryosuke"Dr.R"Sakai    | 3:36  |
| 12.       | 「ワンモアタイム」                                 | Ms.OOJA        | COZZi                      | COZZi                 | 4:30  |
| 合計時間: | 合計時間:                                          | 合計時間:      | 合計時間:                  | 合計時間:             | 51:24 |

## ミュージックビデオ
| 曲名                 | ミュージックビデオ                                               |
| -------------------- | ---------------------------------------------------------------- |
| また恋をすることなど | Ms.OOJA 「あなたに会えなくなる日まで」(Short ver.) - YouTube     |
| また恋をすることなど | Ms.OOJA 「あなたに会えなくなる日まで」(リリックビデオ) - YouTube |
| Jewel                | Ms.OOJA 「JEWEL」(Teaser) - YouTube                              |
| ワンモアタイム       | Ms.OOJA 「ワンモアタイム」 - YouTube                             |

## タイアップ
| 曲名                                       | タイアップ                                                              |
| ------------------------------------------ | ----------------------------------------------------------------------- |
| また恋をすることなど                       | ディノス「フジテレビフラワーネット」CMソング                            |
| また恋をすることなど                       | ハウステンボス 初夏の光の王国 CMソング                                  |
| Jewel                                      | 「ルスツリゾート」CMソング                                              |
| 同じ空の下 feat. Bikke from Tokyo No.1 Set | BSテレビ局Dlife「サイバー諜報員～インテリジェンス～」エンディングテーマ |
| 歩道橋                                     | 中部電力「全力の電力。」CMソング（2014年8月）                           |
| ワンモアタイム                             | 「全国専門学校広報研究会」CMソング                                      |

## チャート
| チャート(2014)                  | 最高位 |
| ------------------------------- | ------ |
| Oricon 週間CDアルバムランキング | 26     |